# مبنى البنك الاحتياطي الفيدرالي
مبنى بنك الاحتياطي الفيدرالي في نيويورك، المعروف أيضًا بـ 33 شارع ليبرتي، هو مبنى يقع في الحي المالي بمنطقة مانهاتن السفلى في مدينة نيويورك، ويعمل كمقر لبنك الاحتياطي الفيدرالي في نيويورك. يشغل المبنى المربع الكامل بين شوارع ليبرتي وويليام وناسو ومايدن لين، ويضيق في نهايته الشرقية
يحتوي مبنى الاحتياطي الفيدرالي على أربعة عشر طابقًا فوق الأرض وخمسة مستويات تحت الأرض، صممه يورك وسوير مع أعمال حديدية زخرفية بواسطة صموئيل يلين من فيلادلفيا. تنقسم واجهته أفقيًا إلى ثلاثة أقسام: قاعدة، وجزء متوسط، وقسم علوي. الواجهة الحجرية تذكر بالقصور الإيطالية في عصر النهضة المبكرة مثل قصر ستروزي وقصر فيكيو في فلورنسا. المفاصل الأفقية والعمودية لأحجار الواجهة مزخرفة بعمق. يقع خزنة الذهب الخاصة بمبنى الاحتياطي الفيدرالي على صخرة مانهاتن الأساسية، على عمق 80 قدمًا (24 مترًا) تحت مستوى الشارع و50 قدمًا (15 مترًا) تحت مستوى سطح البحر. تحتوي الخزنة على أكبر احتياطي نقدي من الذهب معروف في العالم، حيث يتم تخزين حوالي 6,979 طن قصير (6,331 طن متري) اعتبارًا من عام 2024.
تم بناء المبنى من عام 1919 إلى 1924، مع إضافة توسعة شرقية في عام 1935. لاقى تصميم وحجم مبنى الاحتياطي الفيدرالي إشادة كبيرة عند اكتماله. تم تصنيف المبنى كمعلم مدينة من قبل لجنة الحفاظ على معالم مدينة نيويورك في عام 1966 وأُضيف إلى السجل الوطني للأماكن التاريخية في عام 1980. وهو ملكية مساهمة في منطقة وول ستريت التاريخية، وهي منطقة مدرجة في السجل الوطني للأماكن التاريخية تم إنشاؤها في عام 2007.

## خزنة الذهب

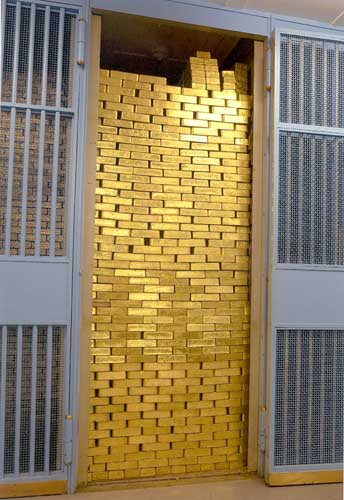
حجرة الذهب في البنك الاحتياطي الفيدرالي

تتكون خزنة الذهب في المبني من ثلاثة طوابق في بنك الاحتياطي الفيدرالي في نيويورك تقع باتجاه الطرف الغربي للموقع، بجوار شارع ناسو. تستقر الخزنة على صخرة مانهاتن الأساسية، على عمق 80 قدمًا (24 مترًا) تحت مستوى الشارع و50 قدمًا (15 مترًا) تحت مستوى سطح البحر، وتحتوي على أكبر احتياطي تخزين نقدي من الذهب معروف في العالم. اعتبارًا من عام 2024، استوعبت الخزنة حوالي 507,000 سبيكة ذهب، تزن حوالي 6,331 طنًا متريًا (6,979 طنًا قصيرًا). ويعمل بنك الاحتياطي الفيدرالي كحارس للذهب ولا يمتلكه مباشرة. يملك ما يقرب من 98 بالمئة من ذهب المبنى البنوك المركزية لـ 36 دولة أجنبية. النسبة المتبقية البالغة اثنين بالمئة مملوكة للولايات المتحدة ومنظمات دولية مثل صندوق النقد الدولي. اعتبارًا من أغسطس 2016، احتوت خزنة المبنى على 13.4 مليون أونصة (460 طنًا قصيرًا) من سبائك الذهب و3 ملايين دولار (قيمة دفترية) من العملات الذهبية للولايات المتحدة، وهو ما يزيد قليلاً عن 5 بالمئة من إجمالي احتياطي الذهب الأمريكي.
تقع الخزنة على عمق 30 قدمًا (9.1 متر) وتبعد 100 قدم (30 مترًا) عن أقرب أنفاق مترو أنفاق مدينة نيويورك. تم بناء أساسات مبنى الاحتياطي الفيدرالي لتحمل وزن خزنة الذهب ومحتوياتها، والتي كانت ستتجاوز حدود الوزن لأي أساس آخر تقريبًا. تم صب تسعة وتسعين ركيزة خرسانية تمتد إلى الصخرة الأساسية لدعم وزن المبنى. تتكون جدران الخزنة من طبقات فولاذية مدعمة بالخرسانة. الجدار الشرقي للخزنة يبلغ سمكه حوالي 10 أقدام (3.0 أمتار)، بينما الجدران الثلاثة الأخرى يبلغ سمكها حوالي 8 أقدام (2.4 متر). المدخل الوحيد هو باب دائري يزن 90 طنًا قصيرًا (82 طنًا) داخل إطار يزن 140 طنًا قصيرًا (130 طنًا)؛ عند إغلاقه، يشكل الباب ختمًا محكمًا تمامًا. الخزنة مؤمنة إضافيًا بأجهزة استماع وحساسات حركة وكاميرات. حتى عام 2018، لم تُسجل أي محاولة اقتحام ناجحة، على الرغم من تصوير سرقة خيالية للخزنة في فيلم داي هارد 3 عام 1995.
داخل الخزنة توجد 122 حجرة ذهب، كل منها تحتوي على ودائع صاحب حساب واحد، بالإضافة إلى رفوف متنوعة لأصحاب الحسابات الأصغر. يتم تحديد أصحاب الحسابات بأرقام للحفاظ على السرية. يتم وزن سبائك الذهب واختبار نقاوتها عند إيداعها. يفرض بنك الاحتياطي الفيدرالي رسومًا قدرها 1.75 دولار لنقل كل سبيكة ذهب. وتُنقل السبائك بين الحجرات عندما يدفع صاحب حساب لآخر. يرتدي الموظفون أحذية بأطراف فولاذية لحماية أقدامهم في حالة سقوط إحدى السبائك، التي يزن كل منها 28 رطلاً (13 كجم). في كل مرة يتم فيها فتح الحجرات أو نقل الذهب، يجب أن يشرف ثلاثة من موظفي بنك الاحتياطي الفيدرالي على العملية. كل حجرة مؤمنة أيضًا بقفل، ومزدوج بقفلين تركيبيين، وختم مدقق بنك الاحتياطي الفيدرالي. بينما يجري بنك الاحتياطي الفيدرالي جولات عامة للخزنة، يُسمح للزوار فقط برؤية عينة عرض من الذهب.